# 佟曲
佟曲，也称多曲，位于中华人民共和国西藏自治区东部的一条河流，是史曲的左岸支流。发源于昌都市卡若区妥坝乡东南的钟尼娘达，向东南流约6.5千米后转向西南流，进入察雅县，过肯通乡后再转东南流，10余千米后折向西南，最后于王卡乡夺巴村以南汇入史曲。河长49千米，流域面积613平方千米，落差900米，年均径流量约1.23亿立方米。流域内主要为低矮山丘和谷地，广布灌丛草地，牧业兴旺。